# Juan de Dios Mellado Morales
Juan de Dios Mellado Morales (Chauchina; 1942) es un periodista español.

## Biografía
Miembro de una familia con tradición como periodistas en Granada y cuya saga se inició con su padre en el diario Ideal, cursó periodismo en la Escuela de la Iglesia e inició estudios de Ciencias Políticas en Madrid. Demócrata convencido, fue detenido en diversas ocasiones por luchar contra el régimen franquista. Participó desde la ilegal Federación Universitaria Democrática Española (FUDE) en la caída del Sindicato de Estudiantes Universitarios (SEU), símbolo de la dictadura en la universidad en los años 1960. Desde tribunas como Cambio 16, Sol de España, La actualidad española, El País o Diario 16, del que fue director en Málaga, sus crónicas han contado la transición democrática en Andalucía y la lucha por conseguir la autonomía, donde destacó las realizadas sobre el asesinato del trabajador de Comisiones Obreras, García Caparros, a manos de la policía en diciembre de 1977 durante una manifestación en defensa de la autonomía andaluza y que resultaron, más tarde, en la edición del libro, Morir por Andalucía, junto a otros periodistas.
Ha sido galardonado con el premio Andalucía de Periodismo en 2011 por la Asociación de la Prensa de Málaga por sus trabajos de investigación sobre la trama de corrupción de Marbella, premio Turismo de Andalucía en 2014 y, en su labor como editor, también ha sido reconocido por la edición de Crónica de un sueño, serie de libros sobre la Transición en Andalucía. En 2016, le fue concedida la Medalla de Andalucía.